# Rota do Âmbar

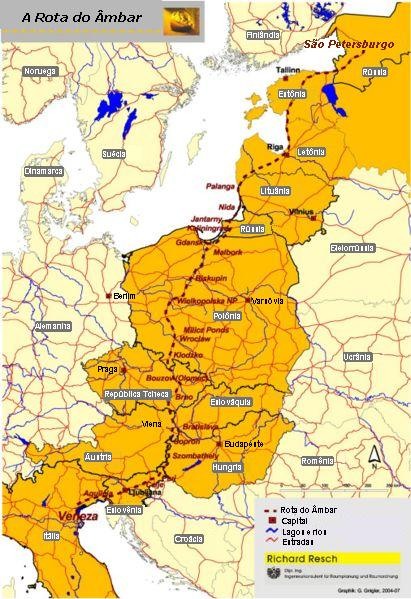
A Rota do Âmbar.

A Rota do Âmbar era uma antiga rota comercial para a transferência de âmbar das áreas costeiras do Mar do Norte e do Mar Báltico para o Mar Mediterrâneo. As rotas comerciais pré-históricas entre o norte e o sul da Europa foram definidas pelo comércio de âmbar.
Como uma mercadoria importante, às vezes apelidada de "o ouro do norte", o âmbar foi transportado das costas do Mar do Norte e do Mar Báltico por via terrestre através dos rios Vístula e Dnieper para a Itália, Grécia, Mar Negro, Síria e Egito durante um período de milhares de anos.

## História
Trata-se de uma rota de comércio, fora do Império Romano, ao longo da qual o âmbar desde a Pré-história até os países alpinos e a Itália era negociado. Com a expansão do Império Romano até o Danúbio, provavelmente já no início do século I sob os governos de César Augusto e Tibério, ela tornou-se uma estrada romana dentro da área pertencente ao Império. O trecho romano da Rota do Âmbar pode ser encontrado nos registros da Tabula Peutingeriana (um mapa que mostra a rede de estradas do Império Romano datado do século IV). A estrada que oferecia maior segurança, no período de inverno, ligando Carnunto, no Danúbio, a Aquileia, na Itália, era chamada de rota romana do âmbar e pertencia a rede de estradas do Império. Plínio, o Velho (23-79), descreveu como era feito o transporte do âmbar das costas do Mar Báltico até Aquileia por essa rota e desde então ela recebeu este nome.
Na época dos romanos, a rota principal seguia na direção sul iniciando nas costas do Báltico, na Prússia através das terras de boios (atual Boêmia) até chegar ao Mar Adriático. Foi encontrado âmbar do Báltico na tumba do faraó egípcio Tutancâmon e o âmbar foi enviado do Mar do Norte para o templo de Apolo em Delfos como oferenda. A partir do Mar Negro, o comércio podia seguir em direção a Ásia ao longo da Rota da Seda, outra antiga rota de comércio.
A cidade prussiana de Truso no Báltico, foi um dos principais centros de comércio; Truso ficava perto da cidade de Elbląg, próxima ao lago Druzno.
Na Escandinávia a Rota do Âmbar levou as influências do Mar Mediterrâneo para os países mais ao norte da Europa, provavelmente fazendo surgir a florescente cultura da Idade do Bronze Nórdico.

## Trechos conhecidos por país

### Europa Central

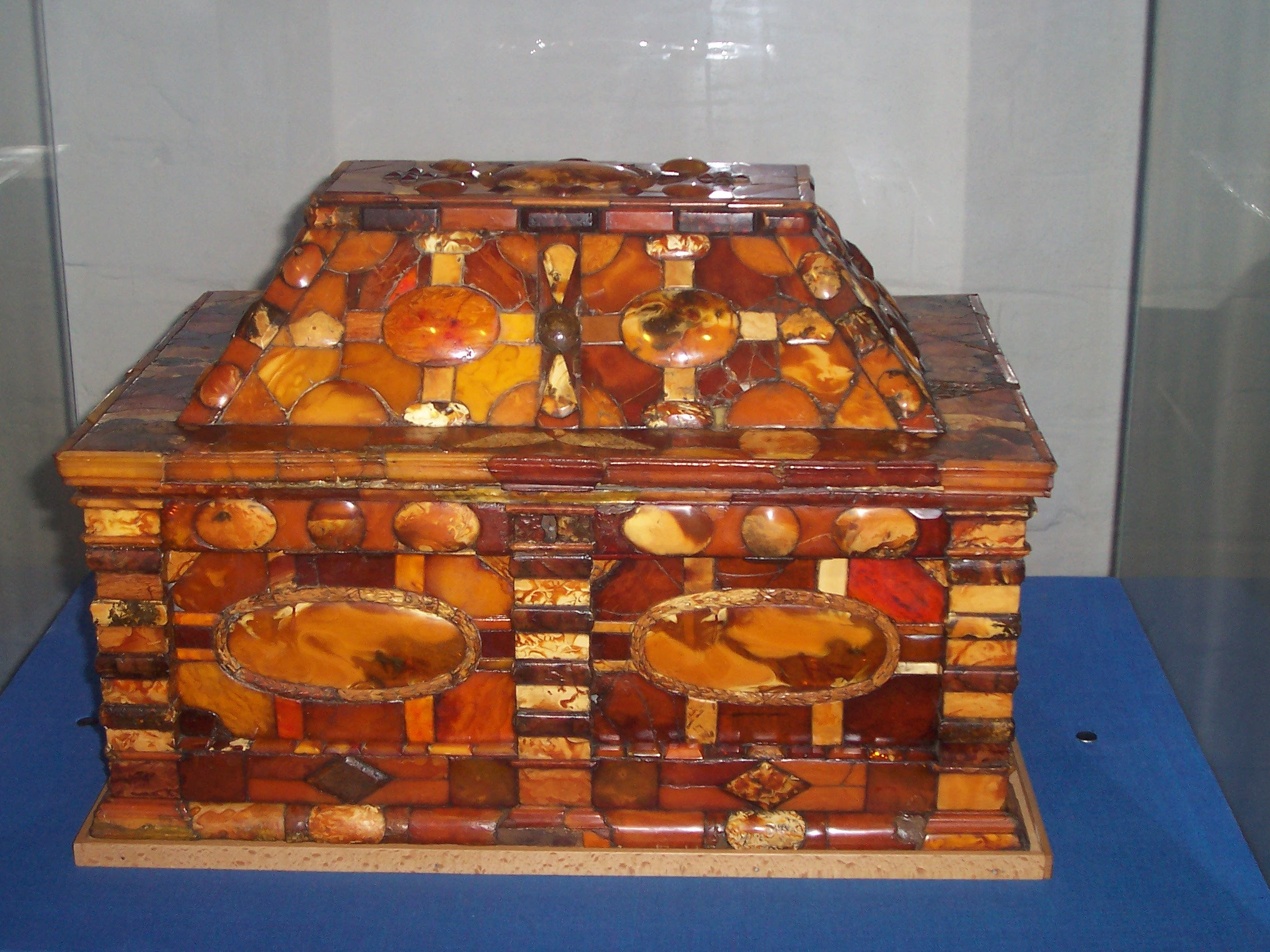
Baú recoberto com âmbar.

As mais curtas (e provavelmente as mais antigas) estradas evitavam as áreas alpinas e iam das costas do Mar Báltico (Estland) através da Polônia, passando pelo Portão Moraviano na República Tcheca, seguindo o rio March (Morava, para os tchecos e eslovacos) até a Baixa Áustria, cruzando o Danúbio em Carnunto, aproximadamente 50 km a leste de Viena. Evitando os passos dos Alpes, a rota continuava de Carnunto, passando por Escarbância (Sopron), Savária (Szombathely), Petóvio (Ptuj), Emona (Laibach, Ljubljana) até chegar a Aquileia na costa adriática. Entre Sopron e Szombathely, a Rota do Âmbar passa pela região central da Burgenland, (distrito de Oberpullendorf), uma área de extração de ferro celta muito importante para a indústria bélica romana. Este trecho da rota é considerado atualmente uma área de preservação. Nos séculos III e IV a rota perdeu sua função de ligação entre a Itália e Carnunto. Desde que a rota romana do âmbar desapareceu em meio a construção de modernas rodovias, trechos dela ainda podem ser reconhecidos em fotografias aéreas nos campos de cereais recentemente arados.

### Alemanha
Várias estradas ligavam o Mar do Norte (Nordsee) e Mar Báltico (Ostsee), especialmente à cidade de Ambur (atual Hamburgo) ao Passo de Brennero (Brennerpass), seguindo na direção sul para Brindisi (Brundísio) na Itália e Ambrácia (Grécia).

### Suíça
A região da Suíça possui um número de estradas alpinas, concentradas ao redor da cidade de Berna (Bernstein é a palavra alemã para âmbar) e provavelmente originada das margens dos rios Ródano e Reno.

### Os Países Baixos
Uma pequena parte, incluindo Baarn, Barneveld, Amersfoort e Amerongen e ligando o Mar do Norte com o Baixo Reno.

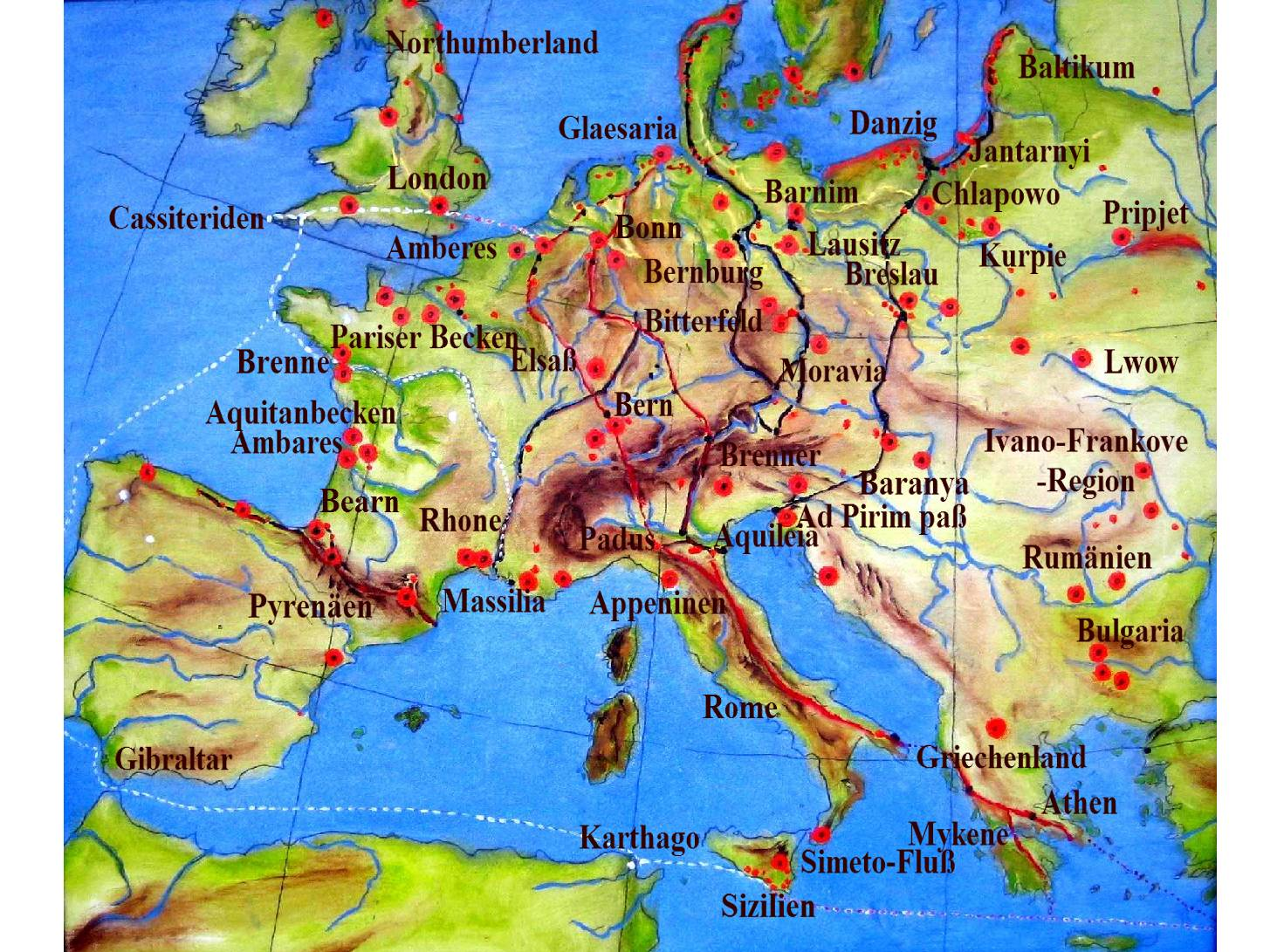
Jazidas de âmbar na Europa.

### Bélgica
Uma pequena parte, segue na direção sul de Antuérpia e Bruges para as cidades de Braine-l’Alleud e Braine-le-Comte, ambas com os nomes originais de "Brennia-Brenna" (latim: “Burner”). A rota continuava até o rio Mosa passando por Berna na Suíça.

### França
Três estradas podem ser identificadas partindo da região chamada de Brenne até a foz do rio Loire passando por Bresse e Berna, cruzando os Alpes em direção à Suíça e Itália.

### Sul da França e Espanha
As rotas conectavam o âmbar encontrando locais em Ambarès-et-Lagrave (perto de Bordeaux), levando a Béarn e aos Pirenéus. As rotas que conectavam os locais de descoberta do âmbar no norte da Espanha e nos Pirenéus eram uma rota comercial para o Mar Mediterrâneo.

### Mongólia
Fontes de achados arqueológicos sugerem que as rotas também podem ter conectado a Mongólia à Europa Oriental durante o período Kitan/Liao.